# Fernando Marchiori
Fernando Marchiori Lavagnoli, mais conhecido como Fernando Marchiori (São Paulo, 19 de junho de 1979), é um treinador e ex-futebolista brasileiro que atuava como meio-campista. 
Atualmente está no Primavera.

## Carreira como jogador
Fernandinho, como era chamado, iniciou sua carreira nas categorias de base da Portuguesa, chegando à Seleção Brasileira Sub-20 na preparação para o Sul-Americano de 1997, integrando o elenco ao lado de grandes jogadores, como Fábio, Lúcio Flávio e Ronaldinho Gaúcho. Passou pelo Juventus-SP, ECO, CRB e Avaí, até chegar à Europa. No velho continente, ingressou no Istres da França.
Voltou ao Brasil ainda em 2003 para atuar no União Barbarense, onde obteve destaque e foi contratado, no ano seguinte, pelo Paraná.
No ano de 2005, voltou à Europa para atuar no futebol espanhol defendendo o Córdoba. Voltou meses depois para reforçar o América-SP no Paulistão de 2006, mas ficou pouco tempo no clube de São José do Rio Preto sendo contratado pelo Mogi Mirim.
Passou ainda por Juventude e Rio Branco-SP, até chegar ao ADAP/Galo Maringá onde, pouco tempo, voltou ao exterior. No ano de 2008, voltou à Europa para jogar pelo Puertollano da Espanha.
No final do ano de 2008, foi incorporado ao elenco do San Fernando e ainda atuou pelo Puertollano, seu último clube como futebolista.

## Carreira como treinador

### Início no Luverdense
Após isso Marchiori iniciou-se fora das quatro linhas como auxiliar técnico do Luverdense, no qual esteve por duas temporadas. 

### Cuiabá
Em 2014 recebe sua primeira oportunidade de treinador, aonde comandou o Cuiabá fazendo história no clube, ao ser campeão da Copa Verde de 2015. saindo após maus resultados na Série C.

### Maringá
Ainda em 2015, transferiu-se para o modesto Maringá, no qual cuminou com mais um caneco na temporada 2015, a Taça FPF. No dia 16 de novembro de 2015, após ter ganhado o título da Taça FPF, Fernando Marchiori deixa o comando do Maringá.

### Retorno ao Cuiabá
Em 25 de novembro de 2015, a diretoria do Cuiabá confirma o retorno do técnico Fernando Marchiori, para o comando da equipe em 2016. Marchiori teve um ótimo 2015 no futebol, no Cuiabá ele conseguiu conquistar o Campeonato Mato-Grossense de 2015 e a Copa Verde de 2015 e levar o time a inédita participação da Copa Sulamericana em 2016. No mês de abril de 2016, Marchiori pediu demissão da equipe do Cuiabá. Na sua segunda passagem pelo clube, o treinador deixou o time mato-grossense  com 18 jogos, sendo 8 vitórias, 5 empates e 5 derrotas, com 53,70% de aproveitamento.

### Retorno ao Maringá
No dia 12 de agosto de 2016, Marchiori é confirmado pela diretoria do Maringá, como novo treinador da equipe paranaense, ele terá um contrato válido por dois anos no clube, o treinador já é bem conhecido pela torcida do Maringá, pois já comandou o time em mais de uma oportunidade. No primeiro semestre de 2017, Marchiori conquista o Campeonato Paranaense da Segunda Divisão e consequentemente garante o acesso á primeira divisão estadual com o Maringá. Em novembro do mesmo ano voltam a realizar a volta olímpica desta vez comemorando a conquista da Taça FPF, esta é a segunda taça que o Maringá conquista sob o comando de Marchiori, a equipe interiorana garantiu presença na primeira divisão estadual e na Série D do nacional em 2018. Em 24 de julho de 2018, após quase dois anos no comando técnico do Maringá, Fernando Marchiori deixou o comando da equipe, o jovem treinador entrou para a história do clube paranaense, sendo o técnico que mais títulos teve no comando do clube, somando as duas passagens pelo mesmo, foram 3 taças conquistadas. Em 2018, realizou uma ótima campanha, conseguindo chegar a semi final do 2° turno do estadual e classificou para segunda fase do Brasileirão série D pela primeira vez na história do Maringá, o que credenciou ao clube vaga no Brasileirão série D de 2019.

### Santo André
Em 22 de novembro de 2018, a diretoria do Santo André anunciou Fernando Marchiori como novo técnico para 2019, o jovem treinador irá comandar a equipe no Paulista A2 com o objetivo de conseguir o acesso para a primeira divisão estadual, a qual o Ramalhão não conseguiu evitar o rebaixamento em 2018.

### ABC
Em 22 de março de 2022 foi anunciado como novo treinador do ABC, de Natal. Assumiu o clube com a primeira missão de conquistar o Campeonato Potiguar, podendo ganhar de forma direita se conquistasse o segundo turno, visto que o alvinegro já havia sido campeão do primeiro turno.
Com o empate em 0 a 0, o ABC acabou perdendo a oportunidade de ser campeão de forma direta, o que levou a decisão do campeonato para mais dois jogos. No primeiro jogo da final, surpreendeu ao técnico adversário com a escalação proposta e um time bem organizado taticamente, chegando a liderar o placar em duas oportunidades, mas em erros individuais acabou cedendo gols ao América de Natal e um empate em 2 a 2.
No Estádio Frasqueirão se consagrou do Campeonato Potiguar após vencer o rival América de Natal por 4 a 2.
Na Série C de 2022 o ABC esteve invicto em casa durante toda a competição. E contra o Paysandu, no Frasqueirão, conseguiu o acesso antecipadamente para a Série B, na qual o ABC não jogava desde 2017. Conseguiu se classificar para a final, porém perdeu no agregado para o Mirassol, conquistando, assim, o vice-campeonato da Terceira Divisão daquele ano.
Em 14 de maio de 2023 após uma derrota contra o Botafogo-SP no frasqueirão e amargando a lanterna do campeonato brasileiro da série B, a direção do ABC resolveu em comum acordo a demissão do treinador. 

### Náutico
Em 29 de maio de 2023 foi contratado pelo Náutico para a sequência da Série C. No dia 13 de agosto foi demitido após derrota por 4 x 2 para o Paysandu e sair do G8 a duas rodadas do fim da primeira fase.

### Sampaio Corrêa
Em 5 de setembro de 2023 foi contratado pelo Sampaio Corrêa para comandar o clube na sequência da Série B.

### Esporte Clube Primavera
No dia 29 de março de 2025, como treinador do Esporte Clube Primavera, o técnico conseguiu o acesso para Série A1 do Campeonato Paulista 2026

## Títulos

### Como jogador
ECO
- Campeonato Paulista - Série B2: 2000
- Campeonato Paulista - Segunda Divisão: 2001

CRB
- Campeonato Alagoano: 2002

### Como treinador
Cuiabá
- Campeonato Mato-Grossense: 2015
- Copa Verde: 2015

Maringá
- Taça FPF: 2015, 2017
- Campeonato Paranaense - Segunda Divisão: 2017

Santo André
- Campeonato Paulista - Série A2: 2019

Portuguesa
- Copa Paulista: 2020

ABC
- Campeonato Potiguar: 2022[28]

## Estatísticas como treinador
Atualizado até 4 de fevereiro de 2024.
| Equipe         | Jogos | Vitórias | Empates | Derrotas | Aproveitamento |
| -------------- | ----- | -------- | ------- | -------- | -------------- |
| Cuiabá         | 58    | 27       | 12      | 14       | 58.49%         |
| Maringá        | 61    | 35       | 14      | 12       | 65.03%         |
| Santo André    | 26    | 8        | 8       | 10       | 41.03%         |
| Água Santa     | 21    | 7        | 6       | 8        | 42.86%         |
| Portuguesa     | 58    | 29       | 18      | 11       | 60.34%         |
| Oeste          | 9     | 3        | 4       | 2        | 48.15%         |
| ABC            | 65    | 30       | 19      | 16       | 55.9%          |
| Náutico        | 12    | 4        | 6       | 2        | 50%            |
| Sampaio Corrêa | 7     | 2        | 2       | 3        | 38.1%          |
| Total          | 312   | 145      | 89      | 78       | 55.98%         |